# Sligo
Sligo (wym. [ˈslaɪɡoʊ]; irl. Sligeach, wym. [ˈɕlʲɪɟəx]) – miasto w północno-zachodniej Irlandii, w prowincji Connacht, stolica hrabstwa Sligo. Miasto położone jest na wybrzeżu Oceanu Atlantyckiego. Zamieszkuje je 17 568 mieszkańców (2011). Miasto posiada własny port lotniczy – Sligo Airport. Nazwa miasta w języku irlandzkim (Sligeach) oznacza „muszlowe miejsce” (shelly place). Sligo otaczają góry; najwyższą z nich jest Ben Bulben, z którego rozciągają się widoki na hrabstwo Yeatsa. W mieście znajduje się kilka zakładów przemysłowych: produkcji sprzętu medycznego oraz kilka fabryk spożywczych.
Ze Sligo pochodzi trzech członków grupy Westlife: Kian Egan, Shane Filan, Mark Feehily.
W Sligo znajduje się muzeum zwane „czerwonym domem” poświęcone pamięci braci Yeats. Jeden z braci był malarzem drugi – William Butler Yeats – poetą nagrodzonym Nagrodą Nobla.

## Współpraca
- Everett, Stany Zjednoczone
- Crozon, Francja
- Illapel, Chile
- Kempten, Niemcy
- Tallahassee, Stany Zjednoczone